# Jack Garratt
Jack Robert Garratt, född 11 oktober 1991 i High Wycombe i Buckinghamshire, är en brittisk singer-songwriter och multiinstrumentalist.
Han släppte sitt debutalbum Phase 19 februari 2016. Han har uppgett att bland hans musikaliska influenser finns Stevie Wonder, David Bowie, Justin Timberlake, Keb' Mo', Stevie Ray Vaughan och Weather Report.
2016 toppade Garratt BBC:s Sound of 2016-lista som utser kommande års mest lovande nya artist.